# Булярица
Булярица (на сръбски: Буљарица) е село в Черна гора, разположено в община Будва. Населението му според преброяването през 2011 г. е 205 души, от тях: 122 (59,51 %) черногорци, 63 (30,73 %) сърби, 8 (3,90 %) неизвестни.

## Население
Численост на населението според преброяванията през годините:
- 1948 – 262 души
- 1953 – 270 души
- 1961 – 299 души
- 1971 – 398 души
- 1981 – 367 души
- 1991 – 183 души
- 2003 – 160 души
- 2011 – 205 души